# Кокран (Онтарио)
Кокран (енгл. Cochrane) је градић у Канади у покрајини Онтарио. Према резултатима пописа 2011. у граду је живело 5.340 становника.

## Становништво
Према резултатима пописа становништва из 2011. у граду је живело 5.340 становника, што је за 2,7% мање у односу на попис из 2006. када је регистровано 5.487 житеља.
| 2006. | 2011. |
| ----- | ----- |
| 5.487 | 5.340 |